# Црква Светог Аранђела у Поблаћу
Црква Светог Аранђела у Поблаћу, општина Прибој, подигнута је у 16. веку и представља непокретно културно добро као споменик културе од великог значаја.

## Изглед цркве

### Спољни изглед
Црква посвећена Светом Аранђелу Михаилу се налази на средњовековној некрополи стећака, на локалитету Оцрковље на левој обали Поблаћнице недалеко од Прибоја, која упркос знатном степену проучености остаје загонетна у готово свим важним сегментима. Њена једнобродна основа је паровима пиластара подељена на три травеја, полуобличасто засведена. Свод средњег травеја знатно је надвишен, па се чини да је првобитно требало да носи куполу. Олтарска апсида је изнутра полукружна, а споља тринаестострана. Добро пропорционисана, једноставних, омалтерисаних фасада и посебних, двосливних кровова са шиндром над сваким травејем, црква складном ритмиком делује монументално, али у свом архитектонском решењу остаје без аналогија.

### Унутрашњост
У унутрашњости, олтарски простор је од наоса одвојен зиданом преградом са два потковичасто обликована пролаза. Једина живописана површина управо је зидани иконостас, на којем је приказан фриз попрсја апостола и Христа, орнамент у виду завеса и, унутар пролаза, представе херувима. Особене стилске одлике фресака тешко је поуздано временски определити, па се датовање креће у распону од првих деценија 16. века и препознатих готичких уплива, до седамдесетих година 16. века и везе са зидним сликарством Никољца. У омањој збирци икона посебно је значајна она која илуструје Богородичину химну „О тебе радујетсе“.

## Веровање о ктитору цркве
Постоји веровање које се преноси генерацијама, да је цркву сазидао Мехмед-паша Соколовић, Велики везир Отоманског царства, на гробу своје мајке, за чију тврдњу не постоји никакав писани траг.
Конзерваторско-рестаураторски радови на архитектури и живопису извођени су 1965–1966, 1975. године и 1987–1988. године.